# Kembangkuning (Cepogo)
Kembangkuning is een bestuurslaag in het regentschap Boyolali van de provincie Midden-Java, Indonesië. Kembangkuning telt 4405 inwoners (volkstelling 2010).